# Cible thérapeutique
Une cible thérapeutique est un élément quelconque d'un organisme auquel se fixe prioritairement une entité modifiant son comportement, tel qu'un ligand endogène, un médicament ou une drogue. Un exemple de cible thérapeutique courante sont les protéines et les acides nucléiques. 
La définition dépend du contexte et peut référer à la cible d'un médicament, la cible d'une hormone (comme l'insuline), ou la cible de stimulus externe. Le principe est que la cible est "touchée" par un signal et qu'ainsi sa fonction et son attitude sont changées. Les cibles biologiques sont souvent des protéines telles que des enzymes, des canaux ioniques et des récepteurs, des facteurs cellulaires impliqués dans la réplication virale.

## Mécanisme
Le stimulus externe se lie à la cible,.
L'interaction entre la cible et la substance peut être :
- non-covalente
- covalente réversible
- covalente non-réversible